# خانه شلوغ (فیلم ۲۰۱۰)
خانه شلوغ (به هندی: Housefull)یا خانه پر است فیلمی محصول سال ۲۰۱۰ و به کارگردانی ساجد خان است. در این فیلم بازیگرانی همچون آکشی کومار، آرجون رامپال، ریتیش دشموک، دیپیکا پادوکونه، لارا دوتا، جیا خان، بومان ایرانی، راندهیر کاپور، چانکی پاندی، مالایکا آرورا خان، لیلیت دوبی، ژاکلین فرناندز، سورش منون ایفای نقش کرده‌اند.